# Petřín
Petřín är en kulle i Tjeckiens huvudstad Prag.   Toppen på Petřín är 327 meter över havet.